# Gbaffo
Gbaffo ist eine Stadt und ein Arrondissement im Departement Collines im westafrikanischen Staat Benin. Es ist eine Verwaltungseinheit, die der Gerichtsbarkeit der Kommune Dassa-Zoumè untersteht.

## Demografie und Verwaltung
Gemäß der Volkszählung 2013 des beninischen Statistikamtes INSAE hatte das Arrondissement 3875 Einwohner, davon waren 1892 männlich und 1983 weiblich.
Von den 93 Dörfern und Quartieren der Kommune Dassa-Zoumè entfallen vier auf Gbaffo: Awaya, Dovi-Some, Gbaffo und Gnonkpingnon.